# معبد داكشينسوار كالي
معبد داكشينسوار كالي هو معبد هندوسي يقع في مدينة كلكتا، البنغال الغربية، الهند.